# Яршівка
Яршівка — річка у Молодечненському й Воложинському районах, Мінська область, Білорусь. Права притока річки Іслоч (басейн Німану).

## Опис
Довжина річки 30 км, площа басейну водозбору 225 км². Формується притоками, безіменними струмками та загатами. Річище упродовж 10 км каналізоване.

## Розташування
Бере початок біля села Шаличі. Тече переважно на південний схід через село Яршевічи та Кіселі і за 3 км на північно-західній стороні від села Ракове впадає у річку Іслоч, ліву притоку річки Березини.
Основні притоки: Доровлянка (права), Каскрувка, Запруддя (ліві).